# 直接エタノール燃料電池
直接エタノール燃料電池（ちょくせつエタノールねんりょうでんち、Direct-ethanol fuel cell、DEFC）は、エタノールを燃料とする固体高分子形燃料電池の一種。

## 概要
直接エタノール燃料電池の構造そのものは、普通の固体高分子形燃料電池とほぼ同じである。
特徴は改質器でエタノールから水素を作らずに、燃料極で直接反応させることである。
例として、プロトン交換膜を用いた直接エタノール燃料電池の電池反応を示す。
燃料極： {\displaystyle {\ce {{C2H5OH}+3H2O->{2CO2}+{12H+}+{12{\it {e}}^{-}}}}}
空気極： {\displaystyle {\ce {3O2 + 12H+ + 12e- -> 6H2O}}}
全反応： {\displaystyle {\ce {C2H5OH + 3O2 -> 2CO2 + 3H2O}}}
このように直接エタノール燃料電池においては、エタノールが燃料極で直接酸化される。
反応生成物として、燃料極では二酸化炭素、空気極では水が生成する。

## 長所
- 従来の水素を燃料とする燃料電池と比較して高圧タンクや水素吸蔵合金が不要
- 燃料のエタノールはメタノールと比較して毒性が低い

## 短所
- 燃料がメタノールよりも高価